# Natacha Gachnang
Natacha Gachnang (ur. 27 października 1987 roku w Vevey) – szwajcarska zawodniczka startująca w Formule 2. Jest kuzynką kierowcy Formuły 1, Sébastiena Buemi.

## Kariera
- 2001 Mistrzyni Szwajcarskiego kartingu (junior).
- 2002 Formuła BMW ADAC Meisterschaft.
- 2003 Formuła BMW ADAC Meisterschaft.
- 2004 Formuła BMW ADAC Meisterschaft.
- 2005 Formuła BMW ADAC Meisterschaft - 3 razy na podium.
- 2006 Formuła 3 Cup – 1 raz na podium.
- 2007 Star Mazda 3 - 2 razy na podium.
- 2008 Hiszpańska Formuła 3 - 4 razy na podium.

## Wyniki w Formule 2
| Legenda oznaczeń w tabelach wyników Wyświetl szablon na nowej stronie | Legenda oznaczeń w tabelach wyników Wyświetl szablon na nowej stronie                                                                     |
| Oznaczenie                                                            | Wyjaśnienie |
| --------------------------------------------------------------------- | --- |
| Złoty                                                                 | Zwycięzca lub mistrzostwo |
| Srebrny                                                               | 2. miejsce lub wicemistrzostwo |
| Brązowy                                                               | 3. miejsce lub II wicemistrzostwo |
| Zielony                                                               | Ukończył, punktował (w klasyfikacji generalnej, gdy zdobył co najmniej jeden punkt na przestrzeni sezonu, poza trzema powyższymi opcjami) |
| Niebieski                                                             | Ukończył, nie punktował (w klasyfikacji generalnej, gdy nie zdobył co najmniej jednego punktu na przestrzeni sezonu)                      |
| Czerwony                                                              | Nie zakwalifikował się (NZ) |
| Czerwony                                                              | Nie prekwalifikował się (NPK) |
| Różowy                                                                | Nie ukończył (NU) |
| Różowy                                                                | Niesklasyfikowany (NS) (w klasyfikacji generalnej, gdy nie został sklasyfikowany w żadnym wyścigu sezonu)                                 |
| Czarny                                                                | Zdyskwalifikowany (DK) |
| Czarny                                                                | Wykluczony (WYK/EX) |
| Biały                                                                 | Nie wystartował (NW) |
| Biały                                                                 | Kontuzjowany (K/INJ) |
| Biały                                                                 | Wyścig odwołany (OD/C) |
| Bez koloru                                                            | Został wycofany (WYC/WD) |
| Bez koloru                                                            | Nie przybył (NP/DNA) |
| Bez koloru                                                            | Nie brał udziału w treningach (NT/DNP) |
| Bez koloru                                                            | Nie został zgłoszony (–) |
| Pogrubienie                                                           | Start z pole position |
| Kursywa                                                               | Najszybsze okrążenie wyścigu |
| †                                                                     | Nie ukończył, ale jego rezultat został zaliczony ze względu na przejechanie więcej niż 90% dystansu wyścigu.                              |
| *                                                                     | Sezon w trakcie |
| 1/2/3                                                                 | Punktowana pozycja w sprincie kwalifikacyjnym                                                                                             |
| Lista systemów punktacji Formuły 1                                    | |

| Sezon | Nr | 1        | 2        | 3        | 4        | 5        | 6        | 7        | 8        | 9        | 10       | 11       | 12       | 13       | 14       | 15      | 16       | Poz. | Punkty |
| ----- | -- | -------- | -------- | -------- | -------- | -------- | -------- | -------- | -------- | -------- | -------- | -------- | -------- | -------- | -------- | ------- | -------- | ---- | ------ |
| 2009  | 18 | VAL 1 11 | VAL 2 NU | BRN 1 14 | BRN 2 NU | SPA 1 11 | SPA 2 13 | BRH 1 14 | BRH 2 15 | DON 1 13 | DON 2 NU | OSC 1 11 | OSC 2 12 | IMO 1 15 | IMO 2 NU | CAT 1 7 | CAT 2 13 | 23   | 2      |